# Wompoofrugtdue
Wompoofrugtdue (latin: Ptilinopus magnificus) er en dueart, der lever på Ny Guinea og i det østlige Australien.